# Lissay-Lochy
Lissay-Lochy – miejscowość i gmina we Francji, w Regionie Centralnym, w departamencie Cher.
Według danych na rok 1990 gminę zamieszkiwało 130 osób, a gęstość zaludnienia wynosiła 6 osób/km² (wśród 1842 gmin Regionu Centralnego Lissay-Lochy plasuje się na 1007. miejscu pod względem liczby ludności, natomiast pod względem powierzchni na miejscu 601.).